# Codolada
La codolada és un estrofisme narratiu medieval que també condiciona el gènere d'allò amb què està escrit. En concret la codolada està escrita en versos octosíl·labs i tetrasíl·labs alternats i apariats, que solen explicar històries de caràcter humorístic i satíric i també de caràcter molt popular. Aquest estrofisme que serà la base per escriure els fabliaux catalans i altres obres com el Llibre de fra Bernat de Francesc de la Via.